# Hans Lieb (Historiker)
Hans Wolfgang Lieb (* 28. August 1930; † 24. Oktober 2014 in Schaffhausen) war ein Schweizer Historiker, Epigraphiker und Archivar.

## Leben und Wirken
Hans Lieb studierte von 1949 bis 1946 Alte Geschichte, Gräzistik und Latinistik an den Universitäten Bern, Freiburg im Breisgau und Durham. Zu seinen akademischen Lehrern zählten Andreas Alföldi, Herbert Nesselhauf, Louis Robert, Hans-Georg Pflaum und Eric Birley. 1974/75 forschte er als Mitglied des Institute for Advanced Study in Princeton.
Hans Lieb galt als bedeutendster Kenner der kaiserzeitlichen und frühmittelalterlichen Inschriften der Schweiz; hierfür ausschlaggebend waren seine von Andreas Alföldi betreute Dissertation von 1956, die in erweiterter Form 1967 als Lexicon topographicum der römischen und frühmittelalterlichen Schweiz veröffentlicht wurde, seine Mitautorschaft am dritten Nachtrag zum Band XIII des Corpus Inscriptionum Latinarum sowie seine Studien zu römischen Militärdiplomen.
Von 1966 bis 1995 leitete Hans Lieb das Staatsarchiv Schaffhausen. Zu seinem 65. Geburtstag wurde er mit einer Festschrift geehrt. Personalia zu ihm befinden sich im Stadtarchiv Schaffhausen.

## Schriften (Auswahl)
- mit Hubert Nesselhauf: Dritter Nachtrag zu CIL XIII: Inschriften aus den germanischen Provinzen und dem Treverergebiet. In: Bericht der Römisch-Germanischen Kommission. Bd. 40, 1959, S. 120–229 (Digitalisat).
- mit Rudolf Wüthrich: Lexicon topographicum der römischen und frühmittelalterlichen Schweiz, Bd. 1: Römische Zeit, Süd- und Ostschweiz (= Antiquitas, Reihe 1: Abhandlungen zur alten Geschichte, Bd. 15). Habelt, Bonn 1967.
- mit Michael Alexander Speidel, Alfred M. Hirt (Hrsg.): Militärdiplome. Die Forschungsbeiträge der Berner Gespräche von 2004 (= Mavors Roman Army Researches, Bd. 15). Steiner, Stuttgart 2007.